# Coeriana oreas
Coeriana oreas là một loài bướm đêm trong họ Noctuidae.